# Fodina postmaculata
Fodina postmaculata är en fjärilsart som beskrevs av George Francis Hampson 1893. Fodina postmaculata ingår i släktet Fodina och familjen nattflyn. Inga underarter finns listade i Catalogue of Life.